# 肋斑兔脂鯉
肋斑兔脂鯉，為輻鰭魚綱脂鯉目脂鯉亞目上口脂鯉科的其中一個種，分布於南美洲Oyapock河流域，體長可達8公分，棲息在植被生長茂盛的水域，生活習性不明。